# Coperchia
Coperchia is een plaats (frazione) in de Italiaanse gemeente Pellezzano.